# 야라 마르티네스
야라 마르티네스(스페인어: Yara Martinez, 1979년 8월 31일 ~ )는 푸에르토리코 출신의 미국 배우이다. 미국 드라마 《할리우드 하이츠》(2012), 《제인 더 버진》(2014-19), 《트루 디텍티브》(2015) 등에 출연하였다.

## 출연 작품

### 텔레비전
- 할리우드 하이츠 (2012, Hollywood Heights)
- 제인 더 버진 (2014-19)
- 트루 디텍티브 (2015)